# Антоніо Беккаделлі
Анто́ніо Беккаде́ллі (італ. Antonio Beccadelli), названий «Панорміта» (тобто «виходець з Палермо» — італ. Il Panormita; 1394, Палермо — 19 січня 1471, Неаполь) — італійський поет, дипломат, гуманіст і хроніст XV століття, що писав на латиною. Засновник неаполітанської Академії (1443).

## Біографія
Беккаделлі навчався в університеті Сієни й опублікував 1425 року в Болоньї латинську збірку обсценних та сатиричних епіграм під назвою «Гермафродит», яку присвятив Козімо Медічі.
1429 року він став придворним поетом міланського герцога Вісконті. 1434 року він знайшов собі іншого благодійника й переїхав у двір короля Арагону Альфонсо V, де працював його приватним секретарем та радником. З рук імператора Сигізмунда отримав вінок за збірку епіграм «Hermaphroditus» (1432). 1443 року заснував гуманістичний гурток, який згодом став «Академією Понтаніаною». Цю академію розбудував учень Беккаделлі і його наступник Джованні Понтано. За часів Беккаделлі академія називалася «Porticus Antoniana».

## Твори
Окрім збірки епіграм він є автором таких творів:
- «De dictis et factis regis Alfonsi» (lib. V, Піза, 1485),
- «Epistolae familiares ac campanae» (Неаполь),
- «Epistolarum libri V» (Венеція, 1553),
- «Quinque illustrium poetarum lusus in Venerem» (Піза, 1791),
- «Carmina illustrium poetarum italorum» та ін.